# Circus Devils
Circus Devils è una band rock psichedelica statunitense fondata nel 2001 da Robert Pollard, meglio noto come membro fondatore e principale autore della band Guided by Voices. La band è composta da Pollard (voce e testi), Todd Tobias (musica e produzione) e Tim Tobias (musica).
La produzione musicale del gruppo impiega un ampio spettro di stili musicali. Sul sito web della band, la loro musica è descritta come "garage-prog" o "arte rock fatta da uomini delle caverne".

## Storia
Il progetto venne concepito nel 2001 da Robert Pollard e negli anni la band ha pubblicato tredici album. Già dagli esordi con l'album Ringworm Interiors, il gruppo ha tenuto un approccio più sperimentale rispetto agli altri progetti di Pollard. Sul sito del gruppo è presente una loro biografia fittizia seconda la quale il gruppo si è formato perché un uomo dalla faccia di cane si è avvicinato a ciascun membro in occasioni separate per consegnare il messaggio "Circus Devils è reale". Così come la loro finta biografia, anche i loro testi sono spesso inquietanti storie di orrore narrate all'interno di opere rock decostruite. Ogni album si distingue per un tema, un concetto o uno stile di produzione che lo distingue dagli altri album della band.
Nel 2007, il 5 ° album della band Sgt. Discoè stato pubblicato sull'etichetta discografica Ipecac Recordings di Mike Patton.
Nel 2016, hanno annunciato che il loro prossimo disco sarebbe stato il loro finale, intitolato "Laughs Last".

## Discografia
Album in studio
- Ringworm Interiors (2001)
- The Harold Pig Memorial (2002)
- Pinball Mars (2003)
- Five (2005)
- Sgt. Disco (2007)
- Ataxia (2008)
- Gringo (2009)
- Mother Skinny (2010)
- Capsized! (2011)
- When Machines Attack (2013)
- My Mind Has Seen the White Trick (2013)
- Escape (2014)
- Stomping Grounds (2015)
- Laughs Last (2017)

Raccolte
- 2009 - A Riot of Gold Teeth (2001-2010)
- 2017 - Laughs Best (The Kids Eat It Up)

Singoli
- 2015 - Sunflower Wildman (Remember Him?) - Girl in Space